# أهق
أهق هي قرية في مقاطعة مراغة، إيران. عدد سكان هذه القرية هو 1,171 في سنة 2006.